# Phyllophila cretacea
Phyllophila cretacea är en fjärilsart som beskrevs av Butler 1879. Phyllophila cretacea ingår i släktet Phyllophila och familjen nattflyn. Inga underarter finns listade i Catalogue of Life.